# Iwan Schischmanow

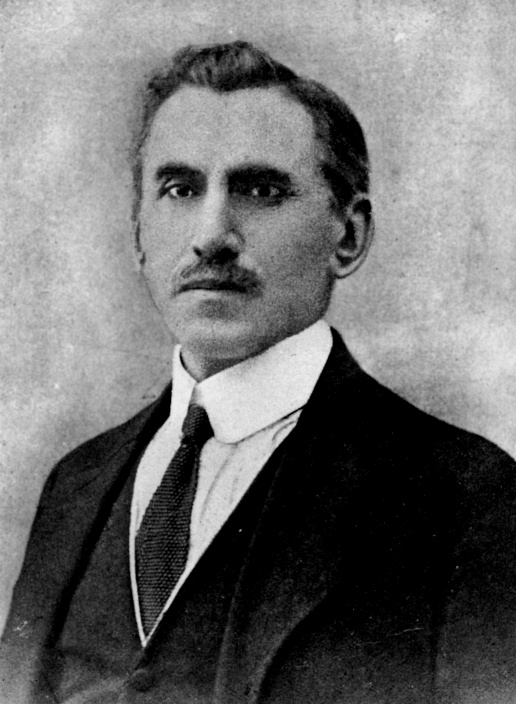
Iwan Schischmanow

Iwan Dimitrow Schischmanow (bulgarisch Иван Димитров Шишманов; * 22. Juni 1862 in Swischtow; † 23. Juni 1928 in Oslo) war ein bulgarischer Politiker, Literaturhistoriker und Folklorist.
Er gilt als einer der Wegbereiter der Balkanologie, da er die Verflechtungen der regionalen Folklore untersuchte.

## Leben
Schischmanow studierte 1889 in Leipzig. Im gleichen Jahr begründete er die wissenschaftliche Publikation Sbornik sa Narodni Umotworenija. Ab 1894 war er als Professor an der Hochschule Sofia tätig. Er war Mitglied der Volksliberalen Partei Bulgariens und war von 1903 bis 1907 bulgarischer Minister für Volksbildung. 
Schischmanow war Mitglied der Bulgarischen Akademie der Wissenschaften. In seinen wissenschaftlichen Arbeiten befasste er sich mit der bulgarischen, aber auch mit der Weltliteratur sowie Folklore, Geschichte, Pädagogik und Psychologie.
Schimanow war der Schwiegersohn von Mychajlo Drahomanow.